# Берлін (Нью-Гемпшир)
Берлін (англ. Berlin) — місто (англ. city) в США, в окрузі Коос штату Нью-Гемпшир, розташоване вздовж річки Андроскоггін. Населення — 10 051 особа разом з селом Cascade (2010). Місто розташоване на межі національного парку Білі гори.

## Географія
Берлін розташований за координатами 44°29′4″ пн. ш. 71°16′38″ зх. д. / 44.48444° пн. ш. 71.27722° зх. д. (44.484311, -71.277154). За даними Бюро перепису населення США в 2010 році місто мало площу 161,78 км², з яких 159,59 км² — суходіл та 2,19 км² — водойми.

### Клімат
| Клімат : Берлін         | Клімат : Берлін | Клімат : Берлін | Клімат : Берлін | Клімат : Берлін | Клімат : Берлін | Клімат : Берлін | Клімат : Берлін | Клімат : Берлін | Клімат : Берлін | Клімат : Берлін | Клімат : Берлін | Клімат : Берлін | Клімат : Берлін |
| Показник                | Січ.            | Лют.            | Бер.            | Квіт.           | Трав.           | Черв.           | Лип.            | Серп.           | Вер.            | Жовт.           | Лист.           | Груд.           | Рік             |
| Абсолютний максимум, °C | 19,4            | 18,3            | 26,7            | 31,7            | 34,4            | 36,7            | 36,7            | 36,1            | 35,0            | 31,1            | 25,0            | 20,0            | 36,7            |
| Середній максимум, °C   | −3,3            | −1,3            | 3,8             | 10,7            | 18,6            | 23,2            | 25,6            | 24,6            | 19,7            | 13,2            | 5,9             | −0,6            | 11,7            |
| Середній мінімум, °C    | −15,6           | −14,2           | −8,3            | −1,1            | 4,9             | 10,2            | 12,6            | 11,5            | 6,8             | 1,2             | −3,4            | −11,2           | −0,5            |
| Абсолютний мінімум, °C  | −37,2           | −39,4           | −33,9           | −22,8           | −7,8            | −1,7            | 0,6             | −0,6            | −6,7            | −17,8           | −25             | −42,2           | −42,2           |
| Норма опадів, мм        | 72              | 55              | 73              | 82              | 88              | 101             | 94              | 102             | 91              | 103             | 92              | 76              | 1029            |
| Днів з опадами          | 8,9             | 7,4             | 9,2             | 9,9             | 10,9            | 11,6            | 10,6            | 9,9             | 10,2            | 10,7            | 10,2            | 10,2            | 119,7           |
| Днів зі снігом          | 6,4             | 5,6             | 4,9             | 2,0             | 0,0             | 0,0             | 0,0             | 0,0             | 0,0             | 0,2             | 2,3             | 6,1             | 27,5            |
| ----------------------- | --------------- | --------------- | --------------- | --------------- | --------------- | --------------- | --------------- | --------------- | --------------- | --------------- | --------------- | --------------- | --------------- |
| Джерело: NOAA           |                 |                 |                 |                 |                 |                 |                 |                 |                 |                 |                 |                 |                 |

## Демографія
Згідно з переписом 2010 року, у місті мешкала 10 051 особа в 4178 домогосподарствах у складі 2515 родин. Густота населення становила 62 особи/км². Було 4910 помешкань (30/км²).
Расовий склад населення:
| - 96,5 % — білих - 0,8 % — чорних або афроамериканців - 0,4 % — корінних американців - 0,3 % — азіатів |

До двох чи більше рас належало 1,8 %. Частка іспаномовних становила 1,5 % від усіх жителів.
За віковим діапазоном населення розподілялося таким чином: 18,4 % — особи молодші 18 років, 61,6 % — особи у віці 18—64 років, 20,0 % — особи у віці 65 років та старші. Медіана віку мешканця становила 44,7 року. На 100 осіб жіночої статі у місті припадало 111,7 чоловіків; на 100 жінок у віці від 18 років та старших — 110,6 чоловіків також старших 18 років.
Середній дохід на одне домашнє господарство становив 49 258 доларів США (медіана — 35 523), а середній дохід на одну сім'ю — 61 577 доларів (медіана — 49 103). За межею бідності перебувало 20,3 % осіб, у тому числі 34,3 % дітей у віці до 18 років та 11,0 % осіб у віці 65 років та старших.
Цивільне працевлаштоване населення становило 3735 осіб. Основні галузі зайнятості: освіта, охорона здоров'я та соціальна допомога — 24,7 %, мистецтво, розваги та відпочинок — 14,5 %, роздрібна торгівля — 12,7 %, виробництво — 12,2 %.

## Освіта
- New Hampshire Community Technical Colleges
- Granite State College
- Berlin High School
- Berlin Junior High School
- Bartlett School
- Hillside Elementary School
- Школа Брауна